# Hancock County (Kentucky)
Hancock County is een county in de Amerikaanse staat Kentucky.
De county heeft een landoppervlakte van 489 km² en telt 8.392 inwoners (volkstelling 2000). De hoofdplaats is Hawesville en de dichtstbevolkte stad is Lewisport.

## Bevolkingsontwikkeling

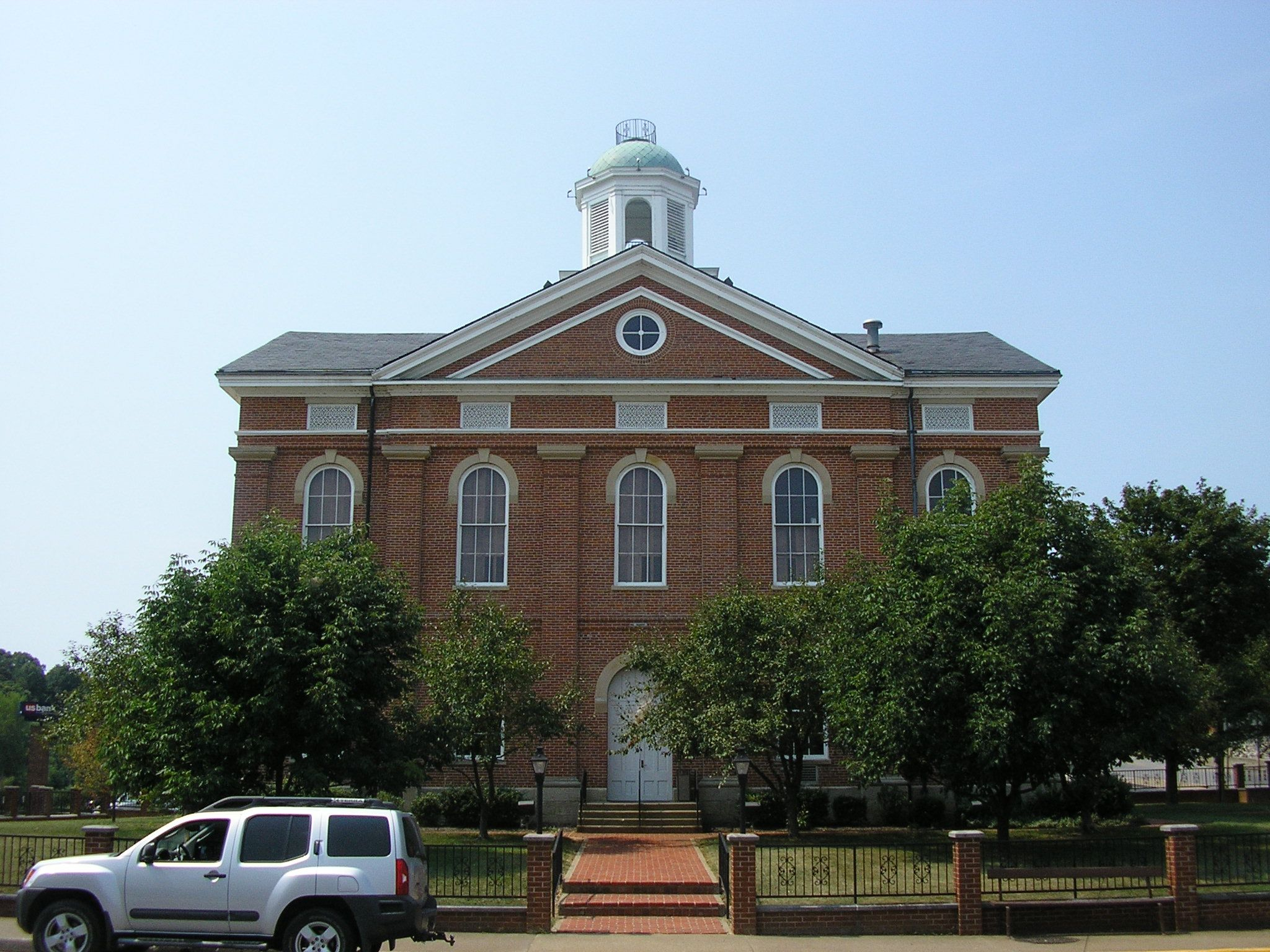
Hancock County Courthouse